# Pomarańczowiec bladożółty

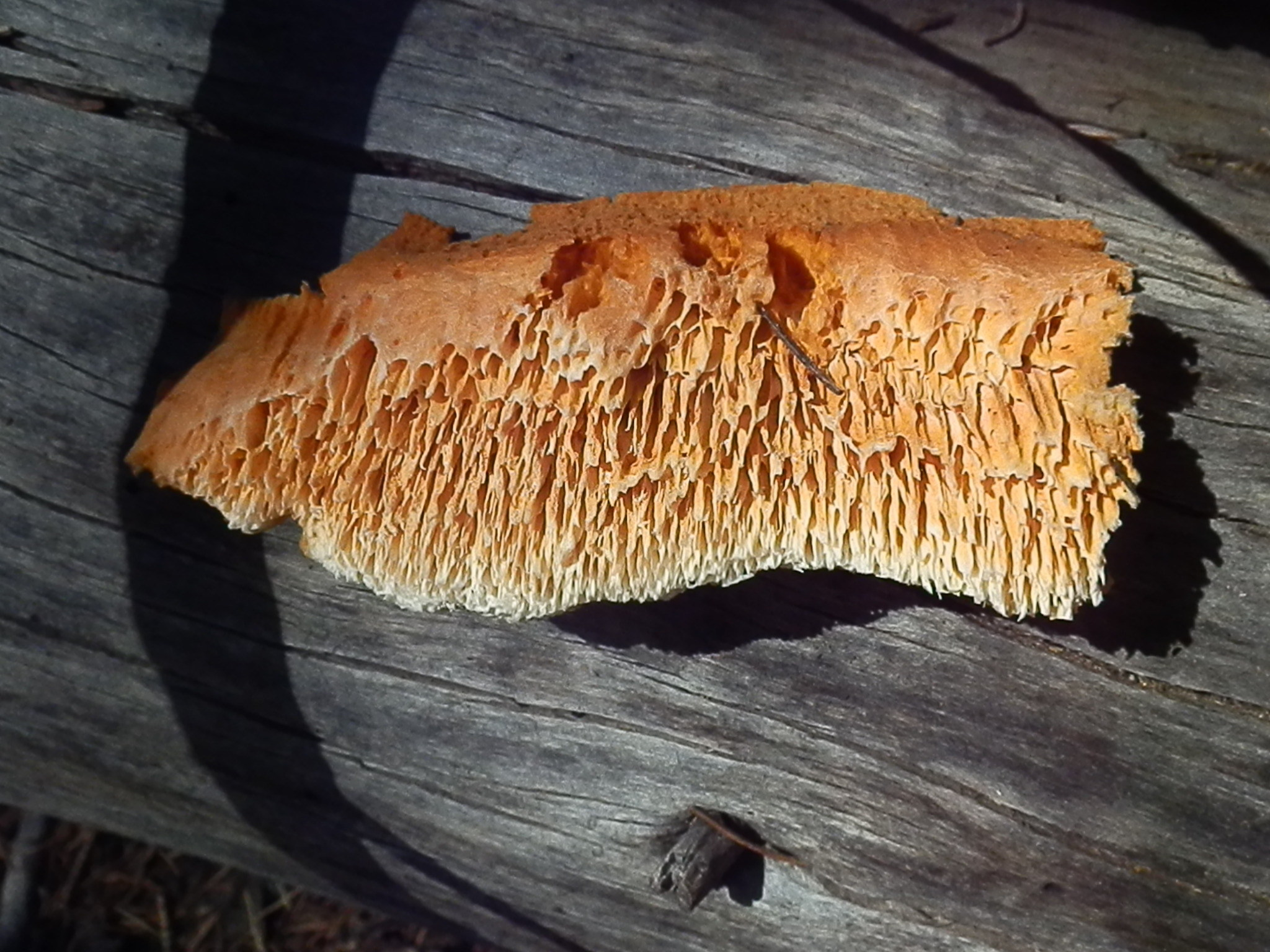

Pomarańczowiec bladożółty (Pycnoporellus alboluteus (Ellis & Everh.) Kotl. & Pouzar) – gatunek grzybów z rzędu żagwiowców (Polyporales).

## Systematyka i nazewnictwo
Pozycja w klasyfikacji według Index Fungorum: Pycnoporellus, Pycnoporellaceae, Polyporales, Incertae sedis, Agaricomycetes, Agaricomycotina, Basidiomycota, Fungi.
Po raz pierwszy takson ten zdiagnozowali w 1895 roku Job Bicknell Ellis i Benjamin Matlack Everhart, nadając mu nazwę Fomes alboluteus. Obecną, uznaną przez Index Fungorum nazwę, nadali mu w roku 1963 František Kotlaba i Zdeněk Pouzar przenosząc go do rodzaju Pycnoporellus.
Synonimy naukowe:

- Aurantiporellus alboluteus (Ellis & Everh.) Murrill 1905
- Aurantiporus alboluteus (Ellis & Everh.) Murrill 1905
- Fomes alboluteus Ellis & Everh. 1895
- Hapalopilus alboluteus (Ellis & Everh.) Bondartsev & Singer 1941
- Phaeolus alboluteus (Ellis & Everh.) Pilát 1937
- Polyporus alboluteus (Ellis & Everh.) Ellis & Everh. 1898
- Scindalma alboluteum (Ellis & Everh.) Kuntze 1898

Stanisław Domański w 1965 r. nadał polską nazwę oranżowiec bladożółty. Władysław Wojewoda w 2003 r. zaproponował nazwę pomarańczowiec bladożółty, która jest zgodna z aktualną nazwą naukową.

## Morfologia
Owocnik
Huba o owocniku rozpostarto-odgiętym, jednorocznym, bez trzonu, osiągającym długość do 15 cm i szerokość do 3 cm. Powierzchnia górna bardzo cienka, jasnobrązowo-płowożółta do morelowo-pomarańczowej, pokryta włoskami. W KOH czernieje.
Miąższ
Zapach przyjemny, lekko pachnący, smak niewyraźny.
Hymenofor
Pory o średnicy 1–2 mm, okrągłe, wydłużone, do kanciastych, z wiekiem często przypominają zęby. Warstwa rurek osiąga grubość do 7 cm. Powierzchnia morelowa pomarańczowa, w KOH czerniejąca.
Cechy mikroskopowe
Zarodniki 9–13 × 3,0–4,0 µm, w widoku z przodu wąsko podłużne, cylindryczne, z profilu lekko kiełbaskowate, gładkie, cienkościenne z widocznymi porami rostkowymi, nieamyloidalne.

## Występowanie i siedlisko
Występuje na półkuli północnej. W Polsce jest rzadki. Do 2020 r. w piśmiennictwie naukowym podano 1 stanowisko dawne i 9 współczesnych. Wszystkie znajdują się w Białowieskim Parku Narodowym. Tu nie jest rzadki. Znajduje się na Czerwonej liście roślin i grzybów Polski. Ma status E – gatunek zagrożony wymarciem, którego przeżycie jest mało prawdopodobne, jeśli nie przestaną działać czynniki zagrożenia. Od roku 1983 objęty ochroną ścisłą bez możliwości zastosowania wyłączeń spod ochrony uzasadnionych względami gospodarki rolnej, leśnej lub rybackiej. Znajduje się na listach gatunków zagrożonych także w Norwegii, Szwecji, Finlandii, Słowacji.
Grzyb nadrzewny, saprotrof. Występuje w starych i dobrze zachowanych lasach o charakterze naturalnym, zwłaszcza w grądach z domieszką świerka. Rozwija się na martwym drewnie, przeważnie na dolnej stronie leżących pni świerków (ale w miejscach, gdzie pień ten nie leży bezpośrednio na ziemi), zazwyczaj pomiędzy drewnem a odpadająca korą lub na drewnie wkrótce po odpadnięciu kory. Na raz zasiedlonym drewnie rozwija się aż do jego całkowitego rozkładu, powodując brunatną zgniliznę drewna. Owocniki powstają zazwyczaj od sierpnia do listopada, ale czasem obumarłe owocniki widoczne są jeszcze wiosną następnego roku.
W Polsce notowany jest wyłącznie na drewnie świerków, ale w innych krajach podawany był także na drewnie modrzewi, sosen, jodeł, daglezji, choin i bardzo rzadko na drewnie topól i olsz.

## Gatunki podobne
Charakterystyczną cechą pomarańczowca bladożółtego jest dwubarwny, białawy i płowo-pomarańczowy owocnik oraz pory, które z wiekiem stają się podobne do zębów. Podobny pomarańczowiec błyszczący Pycnoporellus fulgens ma półkuliste, jednolicie pomarańczowe owocniki oraz mniejsze pory i zarodniki. Rozwija się też na drewnie drzew iglastych, rzadziej liściastych, ale zawsze wcześniej rozłożonym przez pniarka obrzeżonego Fomitopsis pinicola. Często rozwija się na jego martwych owocnikach, lub w ich bezpośrednim sąsiedztwie.